# 西博
西 博（にし ひろし、1913年10月2日もしくは10月6日 - 1974年12月16日）は、日本の実業家、馬主。

## 経歴・人物
1913年、石川県出身。1931年に中央商業高等学校を卒業。西清太郎商店業務執行社員を経て1941年に西商事株式会社社長。1943年に関東金属常務、1946年に西商店社長、1948年に加陽金属社長就任。1950年再び西商事社長、1957年に西製鋼株式会社を設立し社長に就任。1974年12月16日、病気のため死去。61歳没。なお、西死去後、西製鋼は1980年に大三製鋼に吸収合併されている。
趣味はゴルフ、謡曲（宝生流）、競馬。

## 馬主活動
日本中央競馬会に登録していた馬主としても知られた。勝負服の柄は青、白三本輪。冠名には「ハク」を用いた。
1958年には所有馬ハクチカラがアメリカへ遠征、これは日本調教馬として初の海外遠征であった。西への競馬への理解について、日本中央競馬会発行の『日本ダービー25年史』内においても「氏の競馬界に貢献するところは大きい」と評されている。

## 主な所有馬
太字は八大競走。 
- フクレイ（1948年中山大障害・春）
- ハクリヨウ（1953年カブトヤマ記念、菊花賞、1954年東京杯、天皇賞・春、毎日王冠、1955年金杯、目黒記念・春）
- ハクチカラ（1956年東京優駿、カブトヤマ記念、1957年目黒記念・春、東京杯、日本経済賞、毎日王冠、目黒記念・秋、天皇賞・秋、有馬記念）
- ハクレイ（1956年中山大障害・秋）
- マサタカラ（1957年カブトヤマ記念、1958年ダイヤモンドステークス、オールカマー）
- ハククラマ（1959年オータムハンデキャップ、セントライト記念、菊花賞）
- ハクシヨウ（1960年朝日盃3歳ステークス、1961年東京優駿）
- ハクズイコウ（1966年アメリカジョッキークラブカップ、天皇賞・春）
- ハクエイホウ（1969年日本短波賞）
- ハクホオショウ（1972年カブトヤマ記念、1973年安田記念、札幌記念、オールカマー）